# 羅德島T·F·格林國際機場
羅德島T·F·格林國際機場（英語：Rhode Island T. F. Green International Airport），是一個位處美國羅德島州沃里克的公用機場，該機場距離該州首府普羅維登斯以南10公里。機場在1931年啟用，於1996年重建。機場以前羅德島州州長西奧多·弗朗西斯·格林命名，而重建後的客運大樓則以同樣曾擔任羅德島州州長的布鲁斯·蘇恩德倫命名。T·F·格林機場亦是美國第一個州立機場。
T·F·格林機場在美国联邦航空管理局系統規劃中被劃為新英格蘭地區的一個區域機場。T·F·格林機場與伍斯特區域機場和曼徹斯特－波士頓區域機場同被視為波士頓洛根國際機場的缓解机场。

## 歷史
T·F·格林機場於1931年9月27日啟用，原名為希爾斯格羅夫州立機場。1933年，希爾斯格羅夫州立機場的首幢客運大樓羅德島州客運大樓啟用，至1938年機場改為現稱。當時機場建有3條長3000英呎的混凝土跑道。1942年至1945年，美國陸軍航空軍曾徵用T·F·格林機場用作飛行訓練之用。
現有的客運大樓曾在1990年代重建，擴到18個登機閘口，至1997年再加建4個登機閘口。加拿大航空、西南航空、亞速爾國際航空和精神航空亦開辦前往普羅維登斯的航班。
911事件後，客運大樓曾展開翻新工程，包括擴充行李認領處、保安檢查處、登機手續櫃台及位處客運大樓2樓至3樓的羅德島州機場公司辦事處。
雖然T·F·格林機場最長的跑道只有7,166英尺（2,184），但機場曾有寬體客機升降。機場曾在2010年和2014年兩度迎來空軍一號，亦曾在1988年和2011年分別迎來英國航空的協和飛機和西班牙國家航空的空中巴士A340。

### 延長跑道
2001年，羅德島州機場公司發表報告，表示1997年的總體規劃沒有預料到機場客量會大幅增长。報告亦表示，跑道過短限制了T·F·格林機場的服務範圍及其服務的多樣性，尤其在加強往返T·F·格林機場及美國非樞紐城市、美國西岸及其他國家的航線方面。而鄰近機場的住宅及商業發展亦阻礙T·F·格林機場的發展，而鄰近的居民亦反對機場的擴建。5/23跑道計劃延長至8,700英尺（2,700），以使T·F·格林機場可服務往返西歐及美國西部的航線。
部份的擴建方案建議以1.38億美元，花13年時間延長主跑道。該擴建方案需要徵用至少204間房子、10幢商業建築和一大片濕地。有研究指出，T·F·格林機場客量大幅下降的原因在於燃油價格飙升。再加上東南高速公路、第三海港隧道、往來T·F·格林機場和洛根機場的巴士服務和捷藍航空等低成本航空公司開始使用洛根機場，使前往洛根機場更為便利，亦是造成T·F·格林機場客量大幅下降的原因。
羅德島州機場公司在機場東面接近消防局的位置擁有幾幢住宅。而機場附近兩條道路的住宅已拆卸，以準備未來的擴建工程。
2012年3月1日，沃里克市議會一致通過擴建機場的動議，以延長跑道及加強第二跑道的安全措施。沃里克市議會亦決定撤回對羅德島州機場公司的訴訟。美國總統巴拉克·奧巴馬亦簽署有關擴建工程由聯邦政府支付的法令。工程歷時2至3年完成。

## 設施
T·F·格林機場佔地1,111英畝（4.50平方），所在地海拔55英尺（17）。它擁有2條由瀝青建成的跑道，分別是長7166英呎、寬150英尺（46）的5/23跑道，和長6,081英尺（1,853）、寬150英呎的16/34跑道。兩條跑道均設仪表着陆系统，其中5/23跑道設有第3級仪表着陆系统，而16/34設有第1級仪表着陆系统。2003年，5L/23R跑道被改建為滑行道。

## 統計
2009年，機場共有83016班航班升降，平均每天227班航班升降。其中52%為定期商業航班，24%為空中的士，23%為通用航空航班，而少於1%為軍用航班。71部飛機以T·F·格林機場作為基地，77%為單引擎螺旋槳飛機，5%為多引擎螺旋槳飛機，17%為噴射機，1%為直升機。
聯邦快遞營運每天一班往返T·F·格林機場和田納西州孟菲斯的貨運航班，以波音757-200營運。聯合包裹亦營運往返T·F·格林機場的貨運航班。
佛得角航空營運每週一班往返佛得角普拉亞的航班，以波音757-200營運。
2011年，T·F·格林機場共承運3,852,000名乘客。西南航空是T·F·格林機場載客最多的航空公司，截至2012年6月30日佔載客量的50.77%，其次為全美航空的14.11%。T·F·格林機場亦承運26,000,000磅貨物和郵件。
截至2011年3月，T·F·格林機場出發的航班中有83%準時，抵達航班中有80%準時。

### 承運量最高航線
| 掛名 | 機場                                 | 乘客    | 航空公司           |
| ---- | ------------------------------------ | ------- | ------------------ |
| 1    | 巴爾的摩/華盛頓瑟古德·馬歇爾國際機場 | 311,000 | 西南航空           |
| 2    | 奧蘭多國際機場                       | 277,000 | 捷藍航空、西南航空 |
| 3    | 夏洛特道格拉斯國際機場               | 174,000 | 全美航空           |
| 4    | 費城國際機場                         | 144,000 | 全美航空           |
| 5    | 哈茨菲爾德-傑克遜亞特蘭大國際機場    | 133,000 | 達美航空           |
| 6    | 芝加哥中途國際機場                   | 126,000 | 西南航空           |
| 7    | 勞德岱堡-好萊塢國際機場              | 111,000 | 捷藍航空、西南航空 |
| 8    | 坦帕國際機場                         | 94,000  | 西南航空           |
| 9    | 羅納德·里根華盛頓國家機場            | 93,000  | 全美航空           |
| 10   | 底特律都會韋恩縣機場                 | 85,000  | 達美航空           |

### 每年客貨量
|      | 乘客      | 與上年度比較 | 航班升降數 | 貨運量     |
| ---- | --------- | ------------ | ---------- | ---------- |
| 2002 | 5,509,186 |              |            |            |
| 2003 | 5,393,574 | ▼04.03%      |            |            |
| 2004 | 5,509,186 | ▲06.43%      |            | 38,420,118 |
| 2005 | 5,730,557 | ▲04.02%      | 118,436    | 38,497,744 |
| 2006 | 5,203,396 | ▼09.20%      |            | 45,727,608 |
| 2007 | 5,019,342 | ▼03.54%      | 100,693    | 44,185,658 |
| 2008 | 4,692,974 | ▼06.50%      | 92,045     | 30,444,992 |
| 2009 | 4,328,741 | ▼07.76%      | 83,016     | 21,017,341 |
| 2010 | 3,936,423 | ▼09.06%      | 81,571     | 21,859,591 |
| 2011 | 3,883,548 | ▼01.34%      | 80,597     | 22,856,687 |
| 2012 | 3,650,737 | ▼05.99%      | 76,491     | 24,204,472 |
| 2013 | 3,803,586 | ▲04.19%      | 79,550     | 25,172,169 |
| 2014 | 3,566,769 | ▼06.23%      | 74,280     | 27,334,069 |
| 2015 | 3,566,105 | ▼00.02%      | 65,061     | 27,040,498 |

### 國際航班
1990年代至2013年，加拿大航空曾有往返普羅維登斯及多倫多皮爾遜國際機場的航班。2010年前，亞速爾國際航空亦曾有航班往返普羅維登斯及亞速爾群島。

## 航空公司及航點

### 客運
| 航空公司              | 目的地                                                                                  | 大堂   |
| --------------------- | --------------------------------------------------------------------------------------- | ------ |
| 美国美國航空          | 夏洛特、費城、華盛頓—國家                                                               | 南     |
| 美国 美鷹航空         | 夏洛特、芝加哥—奧黑爾、費城、華盛頓—國家                                                | 南     |
| 德国 神鷹航空         | 季節性：法蘭克福                                                                        | 南     |
| 美国 達美航空         | 亞特蘭大、底特律                                                                        | 北     |
| 美国 達美連接航空     | 季節性：亞特蘭大、底特律                                                                | 北     |
| 美国 捷藍航空         | 勞德岱堡、奧蘭多—國際                                                                   | 北     |
| 美国 边疆航空         | 奥兰多、坦帕 季节性：新奥尔良、迈阿密、罗利、明尼阿波利斯、迈阿密、Fort Myers, FL、丹佛 |        |
| 葡萄牙 亞速爾國際航空 | 季節性： 蓬塔德爾加達（2016年6月30日開辦）                                              | 南     |
| 美国西南航空          | 巴爾的摩、芝加哥—中途、勞德岱堡、奧蘭多—國際、坦帕 季節性：麥爾茲堡、西棕櫚灘           | 北     |
| 佛得角航空            | 培亞                                                                                    | 北     |
| 美国 聯合航空         | 季節性：芝加哥—奧黑爾                                                                   | 北、南 |
| 美国 聯合航空快運     | 芝加哥—奧黑爾、紐瓦克、華盛頓—杜勒斯                                                    | 北、南 |

### 貨運
| 航空公司                      | 目的地                 |
| ----------------------------- | ---------------------- |
| 聯邦快遞                      | 韋恩堡、孟菲斯         |
| 聯邦快遞接駁 由威金斯航空營運 | 南塔克特、馬薩葡萄園島 |
| 聯合包裹                      | 奧爾巴尼、哈特福德     |

## 地面運輸
自2010年12月6日起，波士頓通勤鐵路設有往返波士頓南站及T·F·格林機場的路線，並在2011年11月14日獲得加班。2012年4月，該通勤鐵路路線延長至威克福德路口站。

## 意外及事故
- 1999年12月6日晚上8時35分，T·F·格林機場的5R/23L跑道發生跑道入侵事件，涉及聯合航空1448號航班和聯邦快遞1662號航班[33]。其後因全美航空2998號航班的機長發現而避免了意外。事後該機長獲全美航空表揚。而肇事的空中管制員和聯合航空機師則被停職作進一步培訓，其後獲復職[34]。
- 2007年12月16日，威斯康辛航空3758號航班，在進場不穩的情況下在跑道5硬著陸，最後停在跑道左側[35]。

## 外部連結
- 西奧多·弗朗西斯·格林紀念州立機場官方網站 （页面存档备份，存于）
- FAA机场平面图 (PDF)（自2025-03-20起）
- PVD的FAA终端程序（自2025-03-20起）
- 关于此机场的资源：
  - AirNav KPVD机场信息
  - ASN PVD机场事故历史
  - FlightAware 机场信息及实时航班追踪
  - NOAA/NWS 最新及前三天的气象观测信息
  - SkyVector KPVD机场航图
  - FAA 当前PVD机场航班延误情况